# Francis Falceto
Francis Falceto (ur. 1944 w Paryżu) – francuski muzykolog, specjalizujący się w world music (w szczególności w etnojazzie oraz muzyce etiopskiej).
W latach 80. zajmował się promowaniem muzyki i organizacją koncertów w Poitiers, w 1984 roku zetknął się z muzyką etiopskiego wykonawcy Mahmouda Ahmeda, co sprowokowało go do odwiedzenia Etiopii i popularyzowania tworzonej tam muzyki. W 1997 roku rozpoczął wydawanie cyklu płyt 
Éthiopiques, zawierających współczesną muzykę etiopską. W 2001 roku opublikował książkę Abyssinie Swing Images de la musique éthiopienne moderne
W 2004 roku przetłumaczył (wspólnie z autorem) na język amharski powieść Sebhata Gebre-Egziabhera, wydaną  pierwotnie po francusku. 
W 2011 roku za swoją działalność został wyróżniony nagrodą WOMEX (World Music Expo) Award for Professional Excellence. 

## Wybrane publikacje
- Abyssinie Swing: A Pictorial History of Modern Ethiopian Music - Images de la musique éthiopienne moderne (2001 ISBN 978-1-931253-09-3).
- Les Nuits d'Addis-Abeba (tłumaczenie na język amharski powieści Sebhata Gebre-Egziabhera, 2004, ISBN 978-2-7427-4907-2)